# Leucostoma peruvianum
Leucostoma peruvianum är en tvåvingeart som beskrevs av Townsend 1928. Leucostoma peruvianum ingår i släktet Leucostoma och familjen parasitflugor.
Artens utbredningsområde är Peru. Inga underarter finns listade i Catalogue of Life.